# Тресково (Бурятия)
Треско́во — село в Кабанском районе Бурятии. Административный центр сельского поселения «Брянское».

## География
Расположено в 20 км к востоку от райцентра Кабанска на левом берегу Селенги, по северной стороне автомагистрали Р258 «Байкал» и Транссибирской железнодорожной магистрали, на которой в 2 км юго-западнее села располагается станция Селенга ВСЖД.
Тресково соседствует на юго-западе с селом Брянск; от села начинается, ответвлением от федеральной трассы «Байкал» на северо-запад, региональная автодорога Турунтаево — Тресково (часть маршрута Улан-Удэ — Заречье), связывающая оба берега Селенги по мосту, находящемуся в 1 км к западу от Тресково.

## Население
| 2002 | 2010  |
| ---- | ----- |
| 1321 | ↗1380 |

## Инфраструктура
Брянская средняя общеобразовательная школа (имеет статус русской национальной школы), Дом культуры, детский сад.

## Экономика
Рыбоперерабатывающий цех.